# NGC 1733
NGC 1733 је расејано звездано јато у сазвежђу Златна риба које се налази на NGC листи објеката дубоког неба.
Деклинација објекта је - 66° 40' 58" а ректасцензија 4h 54m 4,8s. Привидна величина (магнитуда) објекта NGC 1733 износи 13,3 а фотографска магнитуда 13,7. NGC 1733 је још познат и под ознакама ESO 85-SC13.